# Font del Fener (Astell)
La Font del Fener és una font del terme municipal de la Torre de Cabdella, del Pallars Jussà, en el seu terme primigeni, dins del territori del poble d'Astell. Està situada a 1.275 m d'altitud, al nord-oest d'Astell, a l'esquerra del barranc de Coma Cardiguera, al Ban d'Astell.